# Cheilodactylus nigripes
Cheilodactylus nigripes är en fiskart som beskrevs av Richardson, 1850. Cheilodactylus nigripes ingår i släktet Cheilodactylus och familjen Cheilodactylidae. Inga underarter finns listade i Catalogue of Life.